# سكايلر شاي
سكايلر شاي (بالإنجليزية: Skyler Shaye)‏ هي ممثلة أمريكية، ولدت في 14 أكتوبر 1986 بلوس أنجلوس في الولايات المتحدة.

## أعمال

### مسلسلات
- عقول إجرامية
- فيرونيكا مارس

## ترشيحات
- جائزة التوتة الذهبية لأسوأ ممثلة [الإنجليزية]‏ (2007)

## وصلات خارجية
- سكايلر شاي على موقع IMDb (الإنجليزية)
- سكايلر شاي على موقع ميتاكريتيك (الإنجليزية)
- سكايلر شاي على موقع روتن توميتوز (الإنجليزية)
- سكايلر شاي على موقع ألو سيني (الفرنسية)
- سكايلر شاي على موقع ميوزك برينز (الإنجليزية)
- سكايلر شاي على موقع أول موفي (الإنجليزية)
- سكايلر شاي على موقع قاعدة بيانات الفيلم (الإنجليزية)
- سكايلر شاي على موقع كينوبويسك (الروسية)